# Robert Graham Knight
Robert Graham Knight (* 18. Dezember 1952 in Stoke-on-Trent) ist ein britischer Historiker und Hochschullehrer.
Robert G. Knight studierte in Cambridge und Würzburg, bevor er an der Universität London (London School of Economics) in Geschichte (International History) promovierte.
Sein erster Forschungsschwerpunkt lag auf der britischen Außenpolitik zu Beginn des Kalten Krieges, speziell in Hinblick auf das besetzte Nachkriegsösterreich. Später beschäftigte er sich mit den inneren Dynamiken Österreichs im Zusammenhang mit dem Vermächtnis des Nationalsozialismus. 1988 veröffentlichte er Wortprotokolle der Österreichischen Bundesregierung, die sich mit der Entschädigungsfragen von „arisiertem“ jüdischen Vermögen befassten. Der Titel „Ich bin dafür, die Sache in die Länge zu ziehen“ bezieht sich auf eine Wortmeldung des damaligen Innenministers Oskar Helmer und entsprach der Einstellung der meisten damaligen Politiker.
Während der Waldheim-Affäre veröffentlichte er am 3. Oktober 1986 einen Beitrag in The Times Literary Supplement mit dem Titel „The Waldheim context: Austria and Nazism“, in dem er argumentierte, dass die Festigung des nationalen Grundkonsens (national consensus) in Österreich nach dem Krieg nur durch die Vermeidung einer ernsthaften Entnazifizierung und Aufarbeitung der Vergangenheit erreicht werden konnte. Die Regierungen wären stets eher bereit gewesen, ehemalige Nazis für Verluste durch die Entnazifizierung zu entschädigen als jüdische Opfer. Der damalige Außenminister Peter Jankowitsch nannte diese Thesen „haarsträubend“ und appellierte – vergeblich – an 16 österreichische Historiker, sie zu widerlegen.
Ein weiterer Forschungsschwerpunkt war die britische Übergabe von Kosakenverbänden an sowjetische Truppen 1945. Er kritisierte in dem Themenbereich ein Werk seines Historikerkollegen Nikolai Tolstoy. Bei dem Verleumdungsprozess, den Baron Aldington 1989 gegen jenen anstrengte, lieferte Knight ein Sachverständigengutachten.
Von 1998 bis 2002 war Knight Mitglied der Historikerkommission der Republik Österreich zur Aufarbeitung der „Arisierungen“ während der Zeit des Nationalsozialismus und zur Untersuchung der bisherigen Entschädigungen.
2006 hielt er Vorlesungen an der University of Glasgow. Seit 2010 ist Knight Mitglied des Internationalen Wissenschaftlichen Beirats des Wiener Wiesenthal Instituts für Holocaust-Studien. Er ist Senior Lecturer an der Loughborough University.
Er ist honorary research fellow am Institute of Advanced Studies des University College London. Im Sommersemester 2019 war er Sir-Peter-Ustinov-Gastprofessor am Institut für Zeitgeschichte der Universität Wien.
Neben Artikeln in Fachzeitschriften veröffentlichte Knight auch Beiträge in The Guardian und der Süddeutschen Zeitung.

## Publikationen
- „Ich bin dafür, die Sache in die Länge zu ziehen“. Wortprotokolle der Österreichischen Bundesregierung von 1945–52 über die Entschädigung der Juden. Athenäum, Frankfurt 1988, ISBN 3-610-08499-5 (2. Auflage bei Böhlau, Wien / Köln / Weimar 2000, ISBN 978-3-205-99147-2.)
- als Herausgeber: Ethnicity, Nationalism and the European Cold War. Continuum, London / New York 2012, ISBN 978-1-4411-5027-1.
- Slavs in Post-Nazi Austria: Carinthian Slovenes and the Politics of Assimilation, 1945–1960. Bloomsbury Academic, London 2017, ISBN 978-1-4742-5890-6 (englisch).
  - deutsche, erweiterte Ausgabe: Politik der Assimilation. Österreich und die Kärntner Slowenen nach der NS-Herrschaft. Übersetzt von Peter Pirker. new academic press, Wien 2020, ISBN 978-3-7003-2175-0.

## Belege
1. ↑  Fischer und Neisser schlagen Robert Knight vor. In: wienerzeitung.at. 4. Dezember 1998, abgerufen am 4. Mai 2019.
2. 1 2 3 4  Staff: Robert Knight. Loughborough University, archiviert vom Original (nicht mehr online verfügbar) am 16. Januar 2018; abgerufen am 4. Mai 2019 (englisch).
3. ↑  Robert Knight: The Waldheim context: Austria and Nazism. In: The Times Literary Supplement. London 3. Oktober 1986, S. 1083–1084 (englisch, Beitrag online im Internet Archive).
4. ↑  Sir Peter Ustinov-Gastprofessur im SoSe 2019. Universität Wien, abgerufen am 4. Mai 2019.

| Personendaten    | Personendaten         |
| ---------------- | --------------------- |
| NAME             | Knight, Robert Graham |
| KURZBESCHREIBUNG | britischer Historiker |
| GEBURTSDATUM     | 18. Dezember 1952     |
| GEBURTSORT       | Stoke-on-Trent        |